# Герцен Олександр Іванович
Олекса́ндр Іва́нович Ге́рцен (псевдонім — Іскандер; 25 березня (6 квітня) 1812, Москва, Російська імперія — 9 (21) січня 1870, Париж, Франція) — російський письменник, публіцист, літературний критик, філософ, громадський діяч. Один із небагатьох представників російської революційної інтелігенції, що прихильно ставилися до повної державної незалежності України та Польщі.

## Життєпис
Народився 6 квітня (25 березня за старим стилем) 1812 року в Москві в родині багатого російського поміщика Івана Яковлєва та німкені Луїзи Гааг. Шлюб батьків не був офіційно зареєстрований, тому хлопчик був позашлюбною дитиною і вважався вихованцем свого батька, який дав йому прізвище Герцен від німецького слова Herz, тобто «дитя серця».
Дитинство майбутнього письменника минуло в будинку дядька, Олександра Яковлєва, на Тверському бульварі (нині будинок 25, у якому розташовується Літературний інститут імені Горького). З дитинства Герцен не був обділений увагою, але становище незаконнонародженого викликало в ньому відчуття сирітства.
З раннього віку зачитувався творами філософа Вольтера, драматурга Бомарше, поета Гете й романіста Коцебу, тому він рано засвоїв вольномисленний скептицизм, який зберіг до кінця життя.
У 1829 році вступив на фізико-математичне відділення Московського університету, де незабаром разом з Миколою Огарьовим (вступив роком пізніше) утворив гурток однодумців, серед яких найвідомішими були майбутній письменник, історик і етнограф Вадим Пассек, перекладач Микола Кетчер. Молоді люди обговорювали суспільно-політичні проблеми сучасності — Французьку революцію 1830 року, Листопадове повстання (1830—1831), захоплювалися ідеями сенсимонізму (вчення французького філософа Сен-Симона — побудова ідеального суспільства за допомогою знищення приватної власності, спадкування, станів, рівноправності чоловіків і жінок).
У 1833 році зі срібною медаллю закінчив університет і вступив на роботу в Московську експедицію Кремлівської будови. Служба залишала йому досить вільного часу для занять творчістю. Герцен збирався видавати журнал, який мав об'єднати літературу, соціальні питання й природознавство ідеєю сенсимонізму, але в липні 1834 року він був заарештований за те, що виспівував пісні, що порочать царську родину, на вечірці, де був розбитий бюст імператора Миколи Павловича. У ході допитів Слідча комісія, не довівши прямої провини Герцена, визнала, що його переконання становлять небезпеку для держави. У квітні 1835 року Герцен був висланий спочатку до Пермі, потім у Вятку із зобов'язанням перебувати на державній службі під наглядом місцевого начальства.
З 1836 року друкувався під псевдонімом Іскандер.
У кінці 1837 року його перевели у Владимир, де Герцен отримав змогу відвідувати Москву і Санкт-Петербург. Там він був прийнятий до кола критика Віссаріона Бєлінського, історика Тимофія Грановського й белетриста Івана Панаєва.
У 1840 році жандармерія перехопила лист Герцена до батька, де він писав про душогубство петербурзького будочника, вуличного постового, який вбив перехожого. За поширення безпідставних чуток він був висланий у Новгород без права в'їзду до столиці. Міністр внутрішніх справ Олександр Строганов призначив Герцена радником губернського правління, це було службовим підвищенням.
У липні 1842 року, вийшовши у відставку в чині надвірного радника, після клопотання друзів Герцен повернувся до Москви. У 1843—1846 роках він жив у провулку Сивцев Вражек (нині філія Літературного музею — Музей Герцена), де ним були написані повісті «Сорока-злодійка», «Доктор Крупов», роман «Хто винен?», статті «Дилетантизм у науці», «Листи про вивчення природи», політичні фейлетони «Москва і Петербург» та інші твори. Тут Герцена, який очолював ліве крило західників, відвідували професор історії Тимофій Грановський, критик Павло Анненков, артисти Михайло Щепкін, Пров Садовський, мемуарист Василь Боткін, журналіст Євген Корш, критик Віссаріон Бєлінський, поет Микола Некрасов, письменник Іван Тургенєв, утворюючи таким чином московський епіцентр полеміки слов'янофілів і західників. Бував Герцен у московських літературних салонах Авдотьї Єлагіної, Кароліни Павлової, Дмитра Свербєєва, Петра Чаадаєва.
У травні 1846 року помер батько Герцена, і письменник став багатим спадкоємцем, що дало змогу поїхати за кордон. У 1847 році Герцен залишив Росію і почав свою багаторічну подорож Європою. Спостерігаючи життя західних країн, він перемежовував особисті враження з історико-філософськими дослідженнями, з них найвідоміші «Листи з Франції та Італії» (1847—1852), «З того берега» (1847—1850). Після поразки європейських революцій (1848—1849) Герцен розчарувався в революційних можливостях Заходу й розробив теорію «російського соціалізму», ставши одним з основоположників народництва.
У 1852 році Олександр Герцен оселився в Лондоні. На той час його сприймали як першу фігуру російської еміграції. У 1853 році він заснував у Лондоні «Вільну російську друкарню». Спільно з Огарьовим видавав революційні видання — альманах «Полярна зірка» (1855—1868) і газету «Дзвін» (1857—1867). Девізом газети був початок епіграфа до «Дзвону» німецького поета Шиллера «Vivos voco!» (Кличу живих!). Програма «Дзвону» на першому етапі містила демократичні вимоги: звільнення селян від кріпацтва, скасування цензури, тілесних покарань. В її основі лежала розроблена Олександром Герценим теорія російського селянського соціалізму. Крім статей Герцена й Огарьова, «Дзвін» поміщав різноманітні матеріали про становище народу, суспільну боротьбу в Росії, відомості про зловживання і секретні плани влади. Як додатки до «Дзвону» виходили газети «Під суд» (1859—1862) і «Загальне віче» (1862—1864). Надруковані на тонкому папері аркуші «Дзвону» нелегально перевозилися в Росію через кордон. Співробітниками «Дзвону» в перший час були письменник Іван Тургенєв і декабрист Микола Тургенєв, історик і публіцист Костянтин Кавелін, публіцист і поет Іван Аксаков, філософ Юрій Самарін, Олександр Кошелєв, письменник Василь Боткін та інші. Після реформи 1861 року в газеті з'явилися статті, що різко засуджували реформу, тексти прокламацій. Зв'язок з редакцією «Дзвону» сприяв утворенню революційної організації «Земля і воля» в Росії. Для зміцнення зв'язків з «молодою еміграцією», що зосередилася у Швейцарії, видання «Дзвону» в 1865 році було перенесено до Женеви, а в 1867 році газета практично припинила своє існування.
У 1850-ті роки Герцен почав писати головну працю свого життя «Минуле і думи» (1852—1868) — синтез мемуарів, публіцистики, літературних портретів, автобіографічного роману, історичної хроніки, новел. Сам автор називав цю книгу сповіддю, «з приводу якої зібралися там-сям зупинені думки з дум».
У 1865 році Герцен полишив Англію і вирушив у тривалу подорож по Європі. У цей час він віддалився від революціонерів, особливо від російських радикалів.
Восени 1869 року він оселився в Парижі з новими планами літературно-видавничої діяльності. У Парижі Олександр Герцен і помер 21 (9 за старим стилем) січня 1870 року.

## Особисте життя
Герцен був одружений зі своєю кузиною Наталею Захар'їною, позашлюбною дочкою свого дядька Олександра Яковлєва, з якою Герцен повінчався у травні 1838 року, таємно забравши з Москви. У подружжя народжувалося багато дітей, але вижили тільки троє — старший син Олександр, який став професором фізіології, і дві дочки — Наталія та Ольга.
Онук Олександра Герцена Петро Олександрович Герцен був відомим ученим-хірургом, засновником Московської школи онкологів, директором московського Інституту для лікування пухлин, який у наш час названо його іменем (Московський науково-дослідний онкологічний інститут імені П. О. Герцена).
Після смерті Наталії Захар'їної в 1852 році Олександр Герцен з 1857 року жив у неофіційному шлюбі з Наталією Тучковою-Огарьовою, офіційною дружиною Миколи Огарьова. Відносини доводилося тримати в таємниці від сім'ї. Діти Тучкової й Герцена — Ліза, покінчила життя самогубством у 17 років, близнята Олена та Олексій, померлі в малолітньому віці, вважалися дітьми Огарьова.
Тучкова-Огарьова вела коректуру «Дзвону», а після смерті Герцена займалася виданням його творів за кордоном. З кінця 1870-х років писала «Спогади» (вийшли окремим виданням в 1903 році).

## Ставлення до України
Герцен був одним із небагатьох представників російської революційної інтелігенції, що прихильно ставився до ідеї української державної незалежності.
Досить вичерпний аналіз поглядів Герцена на «українське питання» та його значення для України знаходимо у статті Яра Славутича «Олександер Герцен та Україна»:
|  | Його ставлення до неросійських національностей, насильно об'єднаних у російській імперії, було доброзичливим і, більше того, підбадьорюючим до боротьби за свободу й незалежність. |

Уже на другому році існування «Дзвону» Герцен висловив свою об'єктивну оцінку республіканської форми правління серед запорозьких козаків:
|  | Україна була козацькою республікою, заснованою на демократичних і соціяльних принципах... Запорозька Січ була дивним явищем плебеїв-витязів, лицарів-селян. |

Герцен викладає свої погляди на українсько-російські політичні взаємини у згоді з історичною дійсністю:
|  | Хмельницький підкорився цареві не з любови до Москви, а з нелюбови до Польщі. Москва — або, краще, Петербург — обманула Україну і змусила її зненавидіти москалів (в оригіналі: «москалей» — Я. С.). Як розв'язати цю проблему? Давність володіння нічого не доводить. Право завоювання? Останній завойовник буде володіти доти, доки хтось інший його не прожене. Завоювання — це факт, але не право. |

|  | Що робити, якщо... Україна, пригадуючи весь гніт москалів і кріпацтво (запроваджене Росією — Я. С.), і набір новобранців, і несправедливість, і грабунки, і батіг, з одного боку, і не забуваючи, з другого, як їй було під Польщею з жовнірами, панами та коронними службовцями, не хоче бути ні польською, ні російською? (підкреслено Герценом — Я. С.). На мою думку, цю справу треба розв'язати дуже просто: в такому разі Україну треба визнати вільною і незалежною республікою ... Розв'яжімо їм (українцям — Я. С.) руки, дозвольмо їм говорити вільно, нехай їхня мова буде цілком вільна, і нехай тоді вони висловлять свою думку. |

Кількома місяцями пізніше Герцен іронічно писав про критичні напади на нього за оборону України:
|  | ... ви кажете, що якщо ми розв'яжемо... українцям руки і знімемо кайдани, то всі вони підуть додому (тобто стануть незалежними — Я. С.), і царська в'язниця спорожніє... Може, й справді добре було б розпастися (на окремі держави — Я. С.), щоб розв'язати насильницький вузол. |

З українського боку реакція на статтю Герцена була сповнена великого ентузіазму. Микола Костомаров, правдоподібно з доручення своїх земляків, послав довгого листа Герценові, у якому висловив подяку:
|  | У 34-му листку «Колокола» ви подали стосовно України такий погляд, що його думаюча частина українського народу здавна береже як дорогоцінну святиню серця. Прийміть же від нас вислів щирої подяки. |

Надаючи сторінки «Дзвону» для висловлювань Костомарова, Герцен щиро вітає його і кваліфікує лист Костомарова як «стисло висловлену мою власну думку». Лист Костомарова, надрукований під заголовком «Україна», не був одинокою українською реакцією на Герценову ідею свободи, пропаґовану в «Дзвоні». Тарас Шевченко, наприклад, записав у своєму щоденнику захоплений відгук про Герцена, назвавши його святою людиною, і поруч намалював його портрет. Варто згадати також про те, що в номері 158 «Дзвону» від 3 березня 1863 року знаходимо лист, підписаний псевдонімом «Українка», у якому авторка закликає російських жінок вплинути на своїх чоловіків і братів, щоб вони перестали придушувати поляків, які повстали проти гніту російського царату. Це був справді людяний голос з України, що захищав тих, від кого Україна зазнала в минулому дуже багато страждань.
Послідовник Герцена, Микола Чернишевський намагався наслідувати свого вчителя також у національному питанні. Принагідно він прихильно висловлювалися про українців та інших неросіян.
Також, Яр Славутич стверджує:
|  | Соціялізм Герцена, як і всяка інша подібна доктрина, можна думати, взагалі неприйнятна для українського народу. Але Герценові універсальні ідеї «свободи, незалежности й поступу» прийнятні не тільки для українців, а й для всього світу. Сто років тому ці ідеї, добре відомі на Заході Європи, зробили революцію в думанні тогочасної російської інтеліґенції. |

Таким чином, Герцен був єдиним із прогресивних російських представників інтелігенції середини ХІХ ст., хто зробив спробу через своє солідне видання захищати інтереси України, звертаючись до історичних сторінок її минулого. Спираючись на історичні факти, він висловлювався за визнання автономії України, вирішення питання щодо офіційного запровадження української мови на території українських губерній та ін.

## Твори

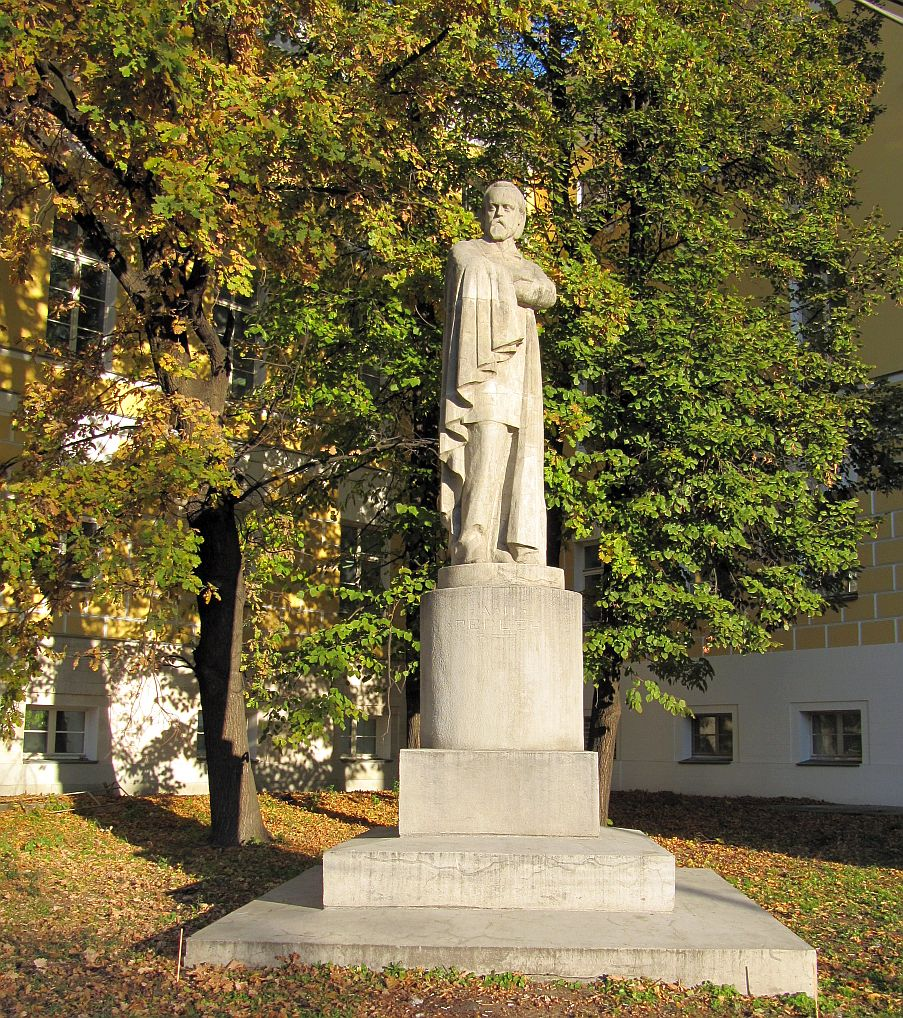
Пам'ятник Герцену у дворі Московського університету

- Собрание сочинений. — Т. 1—30. — Москва, 1954—1966.
- Спомини з еміграції. — Львів, 1911.
- Листи про вивчення природи. — Київ, 1947.
- Вибрані філософські твори. — Т. 1—2. — Київ, 1949—1951.
- Сорока-злодійка. — Київ, 1950.
- Минуле і думи. — Київ, 1957.
- Хто винен? — Київ, 1982.